# Clemente Domínguez
Clemente Domínguez y Gómez, in religione padre Fernando de la Santa Faz, conosciuto dai suoi fedeli come papa Gregorio XVII (Écija, 23 aprile 1946 – Palmar de Troya, 22 marzo 2005) è stato un religioso spagnolo, ex-impiegato della Compagnia Elettrica Statale spagnola e ordinato presbitero validamente ma illecitamente.
Si rese celebre in seguito a una serie di presunte apparizioni della Madonna presso il paesino andaluso di Palmar de Troya, venendo riconosciuto dai suoi fedeli come pontefice della Chiesa Cattolica Palmariana. Fu dichiarato antipapa dalla Chiesa cattolica e di conseguenza scomunicato come eresiarca. È venerato come santo e dottore della Chiesa dai cattolici palmariani.

## Biografia

### Giovinezza e prime apparizioni
Clemente Domínguez y Gómez nacque a Écija, in Andalusia, il 23 aprile 1946, da Rafael Domínguez e Lucía Maria Gómez. Crebbe a Siviglia, dove fu oggetto di bullismo ed insulti per via delle sue tendenze omosessuali, tanto da portarlo a tentare almeno una volta il suicidio. Dopo aver tentato di entrare in seminario e nell'esercito, a 22 anni divenne un impiegato della compagnia elettrica sivigliana.
Nell'ottobre 1968 Domínguez si recò per la prima volta a Palmar de Troya, dove da alcuni mesi quattro ragazze affermavano di ricevere apparizioni mariane e si era creato un piccolo gruppo di seguaci arrivati da tutta la Spagna. Dopo un iniziale scetticismo, Domínguez si convinse della veridicità delle apparizioni ed arrivò a recarsi nel paesino andaluso quasi ogni giorno dell'estate del 1969, spesso con l'amico Manuel Alonso Corral. A partire dal 30 settembre 1969, secondo l'agiografia palmariana, iniziò a ricevere un gran numero di visioni dalla Vergine e di decine di santi. I messaggi ricevuti durante le visioni si scagliavano contro Concilio Vaticano II e le sue riforme (tra cui l'ecumenismo e l'abbandono della messa tridentina), nonché contro la curia vaticana "comunista e massonica." Domínguez riuscì quindi a diventare il principale esponente del movimento che gravitava attorno alle apparizioni del lentisco ed avrebbe ricevuto più volte le stigmate tra il 1970 ed il 1974.

### La consacrazione a vescovo
Un contatto con l'arcivescovo "ribelle" Marcel Lefebvre fu tentato senza successo. Clemente ed i suoi seguaci, radunati intorno ad un Ordine Carmelitano del Santo Volto (Carmelitas de la Santa Faz), riuscirono però a convincere un altro Prelato missionario: Mons. Pierre Martin Ngô Đình Thục, già Arcivescovo di Huế nel Vietnam e fratello dell'assassinato presidente Ngô Đình Diệm. Egli, giunto a Palmar de Troya nel Natale del 1975, conferì a Domínguez e Corral l'ordine sacerdotale il 1º gennaio 1976 Dieci giorni più tardi, l'11 gennaio, lo stesso Thục li consacrò vescovi insieme ad altre tre persone, il che comportò per tutti i protagonisti dell'atto la scomunica latae sententiae da parte di Roma, secondo quanto previsto dal diritto canonico. In seguito, Ngô Đình Thục si riconciliò con la Chiesa di Roma, anche se incorse ancora nelle censure pontificie per via di ulteriori consacrazioni episcopali di carattere scismatico.
Domínguez, diventato vescovo, a sua volta si dedicò a nutrire il suo ordine di nuovi prelati conferendo loro la pienezza del sacerdozio ed in meno di due anni consacrò 91 vescovi. Le autorità civili spagnole tentarono di reprimere le manifestazioni pubbliche dei Carmelitani del Palmar de Troya in applicazione del codice penale allora in vigore, che tipificava il delitto di "usurpazione di titoli e onori".
Per aver indossato gli abiti prelatizi cattolici romani furono incarcerati per un breve periodo, poi cominciarono a percorrere la Spagna allo scopo di diffondere la loro dottrina. Il 29 maggio 1976, il vescovo Clemente (chiamato in religione Padre Fernando de la Santa Faz), accompagnato da alcuni degli altri vescovi di Palmar, si vide coinvolto in un incidente stradale nei pressi di San Sebastián (nelle allora province Vascongadas) e, uscendone gravemente ferito, gli furono asportati i globi oculari. Benché fosse menomato, non cessò la sua attività.

### Il pontificato e la nascita della Chiesa Cattolica Palmariana
Il 6 agosto 1978, mentre si trovava a Bogotá nel corso di un viaggio di propaganda per l'America del Sud, Domínguez ebbe notizia della morte di papa Paolo VI (secondo i palmariani, avvelenato dal suo segretario di Stato). I suoi accompagnatori asserirono di aver visto una farfalla che si posava sulla testa di Clemente Domínguez, nello stesso momento in cui lui cadeva in estasi e aveva la visione di papa Montini, appena morto a Castel Gandolfo, insieme a San Pietro, che gli annunziavano che Gesù Cristo lo eleggeva direttamente come nuovo papa.
La farfalla fu catturata e conservata come reliquia poiché si credeva che fosse la forma adottata dallo Spirito Santo per sanzionare visibilmente l'elezione pontificia. Domínguez assunse il nome di "papa Gregorio XVII" e subito diede la prima benedizione Urbi et Orbi dal balcone della sua camera d'albergo a Bogotà, vestito dei paramenti pontificali e con il capo cinto da una tiara papale preparata in tutta fretta.
Tornato a Siviglia, il 9 agosto il "neopapa" annunciò lo spostamento della sede pontificia da Roma a Siviglia, dando vita alla chiesa palmariana. Allo stesso tempo scomunicò tutta la gerarchia romana a cominciare dai cardinali e dichiarò nulla ogni eventuale elezione papale svolta a Roma. Come motto scelse De gloria olivae, citato nella profezia di Malachia. Venne incoronato da 24 cardinali, da lui appena nominati, il 15 agosto. Nominò suo Segretario di Stato l'amico Manuel "Isidorio María" Corral.
Nel luogo delle prime apparizioni a Palmar de Troya diede ordine di erigere una chiesa, successivamente diventata una grande basilica. Domínguez ne fece il principale centro della nuova Chiesa, dalla quale pronunciò parecchie scomuniche (tra gli altri contro i successivi papi di Roma Giovanni Paolo I e Giovanni Paolo II e contro i Reali di Spagna). Anche se formalmente la sede apostolica venne spostata a Palmar de Troya, Domínguez e buona parte dei seguaci della Chiesa palmariana continuarono a vivere a Siviglia.
Durante il pontificato Gregorio XVII proclamò una serie di dogmi mariani, tra cui quello della "copresenza" della Vergine Maria insieme a Cristo nell'eucaristia.
Negli anni '90 Gregorio XVII fu accusato di abusi sessuali con vari preti e suore. Nel 1997 lo ammise e chiese perdono.
Il 7 novembre 2000, dopo aver scoperto l'esistenza di una corrente ostile alla sua condotta, l'antipapa scomunicò non meno di 13 vescovi e sette suore con l'accusa di eresia, apostasia e di aver pianifcato il suo assassinio.

### Morte e successione
Il 24 luglio 2003 Gregorio XVII si trasferì definitivamente nel complesso di Palmar de Troya. Domínguez morì il 22 marzo 2005. Venne tumulato il giorno successivo nella cripta della Cattedrale del Palmar, con una cerimonia chiusa ai non aderenti alla Chiesa palmariana. Gli successe il suo "segretario di Stato", il su citato Manuel Corral, che era stato designato come suo successore da Gregorio nel 2000. Corral prese il "nome di Pietro II" e canonizzò il predecessore lo stesso 24 marzo. Sempre Pietro II proclamò dottore della Chiesa Domínguez il 24 aprile 2005.

## Successione apostolica palmariana
- Patriarca Eliya XII Denha
- Patriarca Yukhannan VIII Hormizd
- Vescovo Isaie Jesu-Yab-Jean Guriel
- Arcivescovo Yosep V Hindi
- Patriarca Yosep VI Audo
- Patriarca Eliya XIV Abulyonan
- Patriarca Yosep Emmanuel II Thoma
- Vescovo François David
- Vescovo Antonin-Fernand Drapier
- Arcivescovo Pierre Martin Ngô Đình Thục
- Papa Gregorio XVII

## Vescovi consacrati e loro successioni
1. Francis Coll (Padre Gabriel; nel giugno 1978 è tornato in comunione con la Chiesa Cattolica, come laico)
2. Paul Gerard Fox (Fra Abraham)
3. Louis Henri Moulins (Padre Zacarias; lasciò la Chiesa palmariana pochi mesi dopo la consacrazione)
4. Maurice Revaz (Padre Hermenegildo; nel 1978 lasciò la Chiesa palmariana continuando per qualche tempo ad esercitare le funzioni vescovili e verso la fine degli anni 1990 è tornato in comunione con la Chiesa Cattolica)
  1. John Quinn (successivamente lasciò la Chiesa palmariana)
5. Vincent Fearson (Padre Josaphat)
6. Lucien Moulins
7. Juan Amado
8. Brendan Brian
9. Richard Mitchell-Cotts
10. Richard Delaney
11. Francis Byrne (Padre Cristobal)
12. Geoffrey Francis Mayne (Padre Estanislao Luc Eifer Lucifer Legionnaire; lasciò la Chiesa palmariana nel 1990 ed è tornato in comunione con la Chiesa Cattolica)
13. Peter McCann (Padre Serafin)
14. Miguel Salado (Padre Tereso)
15. Richard Subiron Fernandis
16. Felix A. Arenal (lasciò la Chiesa palmariana pochi mesi dopo la consacrazione)
17. Ronald Cameron-Brown (Padre Pascual)
18. Michel F. Main (pare sia stato riconsacrato sub conditione nella Chiesa del rito latino tridentino nel 1987)
19. Raymond Maurice Terrasson
  1. Timothy Hennebery
  2. Terence Dowling
20. Michael Power (Padre Celestino)
21. John Ward (Padre Anastasio)
22. Manfred Zewel (Padre Damaso; fu riconsacrato sub conditione da Manuel Alonso Corral pochi mesi dopo l'ordinazione da parte di Domínguez, e nel 1980 lasciò la Chiesa palmariana ed è tornato in comunione con la Chiesa Cattolica)
23. Gerard McAdam (Padre Oliver)
24. Jesus H. Jimenez
25. John Martin (Padre Cirilo)
26. Seán O'Neill (Padre Tomas)
27. Hugh Sandham (Padre Lucas)
28. Ignatius Beran
29. James Williams (Padre Justo)
30. William Daly (Padre Rufino; è tornato in comunione con la Chiesa Cattolica poco prima di morire)
31. Carmelo Pacheco Sanchez (Padre Elias)
32. Marc Ardinet (Padre Placide)
33. Gary Beinecke (Padre Melquisedec)
34. Vernon Beinecke (Padre Cornelio)
35. Hugh Brady (Padre Pio)
36. Anthony B. Wadhams (Padre Ambrosio)
37. Joseph-Marie Pasquier (Padre Daniel)
38. Olan Healey (Padre Malachias)
39. John L. McGrath
40. Timothy J. Atkins (Padre Bernabe)
41. Kieran B. Clarke (Padre Samule)
42. Vincent Dalton (Padre Calixto)
43. Terence B. Duffin (Cardinal Cipriano Maria; divenne cardinale della Chiesa palmariana ma fu scomunicato il 27 giugno 1980)
44. John Mary Ebigbo (Padre Martin)
45. Richard A. Jackson (Padre Alejandro)
46. Juan S. F. Millan
47. Silvero Peña Vazduez
48. Andrés Dombrovsky (Padre Rafael)
49. John Bradley (Padre Escolastico)
50. Mattias S. Escobar (Padre Baltassar)
51. Augustine Gibson (Padre Tobias)
52. Brian Williams (Padre Raimundo)
53. Richard Corr (Padre Sixto; nel 1982 è tornato in comunione con la Chiesa Cattolica come laico)
54. Joseph O'Boyle (Padre David)
55. Patrick Tegtmeyer (Padre Gervasio)
56. Alfred Zuckschwerdt (Padre Tarsicio)
57. Gilbert Raymond
58. Claude DesGreseillieres (Padre Juan)
59. Manuel T. Barreira (Padre Benito)
60. James Micheal Beinecke (Padre Moises)
61. José A. Perales Salvatella (Padre Isaac)
62. Ferenc Egerszegi (Padre Estefan)
63. Ciaran Broadbery (Padre Bernardo; è tornato in comunione con la Chiesa Cattolica nel 1983)
  1. Michael Patrick O'Connor Cox (lasciò la Chiesa palmariana poco tempo dopo la consacrazione)
    1. Patrick Buckley (consacrato per l'Ordo Mater Dei)
    2. Martin Pius Kelly (consacrato per l'Ordo Mater Dei)
    3. Dennis Gerard Ward (consacrato per l'Ordo Mater Dei)
    4. William Kelma Mackie (consacrato per l'Ordo Mater Dei)
    5. Micheal Desmond Hynes (consacrato per l'Ordo Maria Apostolorum)
    6. Thomas Daly
64. Benedikt Lorenz Magnus Gunthner (Padre Alberto)
65. Dario Luis Cacciavillani (Padre Isaias)
66. Josef Gregor Wirtz (Padre Bernardo)
67. Alfred Paul Seiwert-Fleige (padre Athanasius Maria Seiwert; fu riconsacrato sub conditione il 4 agosto 1984 da Jean Gerard de la Passion Antoine Laurent Charles Roux)
  1. Charles Ignanga
68. Alvaro Ernest Andrés Bejenaro-Quesada
69. K. J. Francisco Zechmeister
  1. Manfred Bleile
70. Josef Xavier Gregor Berghofer (poco dopo l'ordinazione lasciò la Chiesa palmariana per quella mariavita, che lascerà a sua volta dopo un breve periodo)